# Yitzchak Yaacov Reines
Yitzchak Yaacov Reines (en hébreu: יצחק יעקב ריינס, Isaac Jacob Reines) (né le 27 octobre 1839 à Karolin, dans l'Empire russe, aujourd'hui Pinsk, en Biélorussie et mort le 20 août 1915 à Lida, dans l'Empire russe, aujourd'hui en Biélorussie) est un rabbin orthodoxe lituanien, fondateur du mouvement Mizrachi, le mouvement du sionisme religieux.

## Biographie
Yitzchak Yaacov Reines,, est né le 27 octobre 1839 à Karolin, dans l'Empire russe, aujourd'hui Pinsk, en Biélorussie. Le lauréat du prix Nobel de physique pour 1995, Frederick Reines est en parenté.

### Études
Yitzchak Yaacov Reines étudie à la Yechiva de Eishistok (Ejszyszki), en Lituanie puis à la Yechiva de Volojine à Valojyn, dans l'Empire russe (aujourd'hui en Biélorussie), sous la direction du rabbin Naftali Zvi Yehuda Berlin, le Netziv.
Il reçoit son ordination de rabbin en 1867.

### Rabbin de Shavkyana
Il devient rabbin Shavkyana, en Lituanie. Il y demeure moins de deux ans.

### Rabbin de Švenčionys
Yitzchak Yaacov Reines devient ensuite le rabbin et l'Av Beth Din de Švenčionys (Vilnius), en Lituanie. Il y fonde sa première yechiva, où il fait aussi enseigner les matières séculaires, ce qui crée une opposition et elle doit fermer ses portes peu après.

### Rabbin de Lida
Il est le rabbin de Lida, dans l'Empire russe, aujourd'hui en Biélorussie, pendant 30 ans, de 1885 jusqu'à sa mort en 1915. Il fonde la Yechiva de Lida en 1905, où les matières séculaires sont également enseignées, une nouveauté pour l'époque.

### Premier Congrès sioniste (Bale, 1897)
Yitzchak Yaacov Reines participe au  Premier Congrès sioniste (Bâle, 1897).

### Création du Mizrachi
En 1902, il organise une conférence du mouvement sioniste religieux à Vilnius, où se fond le mouvement Mizrachi. En 1904 à Pressburg (Bratislava) a lieu le congrès de fondation du mouvement, dont il devient le leader.

### Mort
Yitzchak Yaacov Reines est mort le 29 août 1915 (10 Eloul 5675), à l'âge de 75 ans.

## Œuvres
- (he) Edut be-Ya’ako (sur les témoignages), Vilnius, 1872
- (he) Sha’are Orah (sur la Haggadah et le Midrach, Vilnius, 1886
- (he) Orim Gedolim (sur la Halakha), Vilnius, 1887
- (he) Nod shel Dema’ot (éloges funères), Vilnius, 1891
- (he) Or Shib’at ha-Yamim, Vilnius, 1896
- (he) Or Hadash al Tzion (Une nouvelle lumière sur Sion), 1902

## Honneurs
- Neve Yaakov, dans la banlieue de Jérusalem, établi en 1924, et reconstruit après la guerre des Six Jours porte son nom (prénom).
- Sdé-Yaakov, le premier Moshav du Hapoel Hamizrahi, fondé en 1923 porte son nom (prénom).
- De nombreuses rues, dans différentes villes, en Israël portent son nom[4].